# Helen Schneider

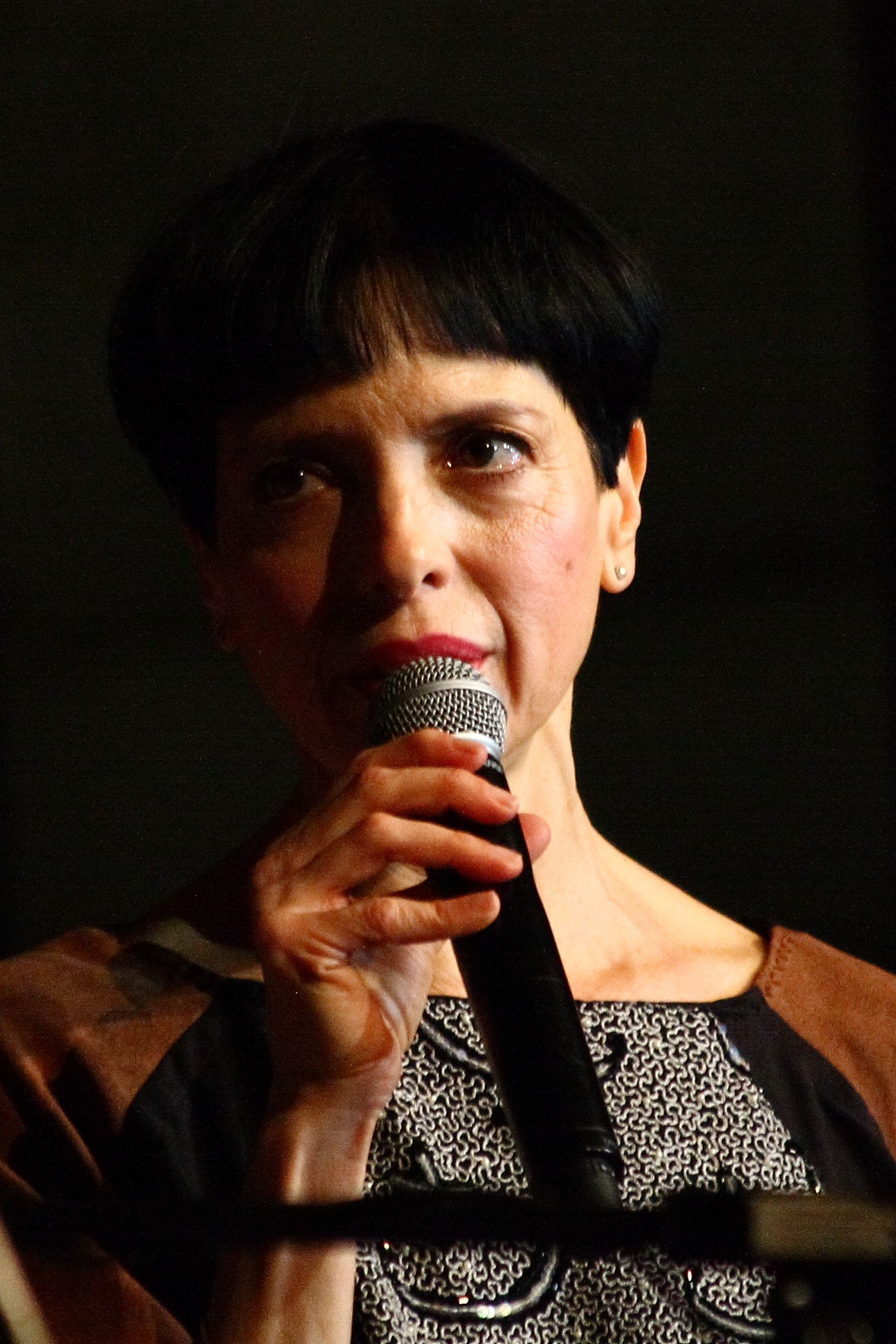
Helen Schneider, 2013

Helen Schneider (* 23. Dezember 1952 in New York City) ist eine US-amerikanische Sängerin und Schauspielerin.

## Biografie
Die Tochter von Dvora und Abraham Schneider absolvierte ein klassisches Klavierstudium, bevor sie mit einer Bluesband durch Neuengland tourte und mit verschiedenen Musikern in New York auftrat.

### Erste Erfolge
Ihr deutsches TV-Debüt hatte Helen Schneider am 9. Januar 1978 in der Sendung Session des Saarländischen Rundfunks. Größere Bekanntheit in Deutschland erlangte sie durch einen Auftritt im Jahr 1978 in der Fernsehsendung Bio’s Bahnhof, bei dem sie Heinrich Werners Heidenröslein als Zugabe sang. Unter anderem durch eine Tournee mit Udo Lindenberg 1980 konnte sie ihre Bekanntheit weiter steigern und bis 1984 als Rocksängerin größere Erfolge in Deutschland feiern (Beste Sängerin 1981 und Preis der Deutschen Phono-Akademie: Sängerin des Jahres 1982 – Auszeichnungen für ihre ausdrucksvolle Stimme).
Mit dem Titel Rock ’n’ Roll Gypsy hatte sie im Herbst 1981 auch einen Top-Ten-Hit und absolvierte mehrere Deutschlandtourneen. Ihre damals bekanntesten Alben waren Live in Hamburg, Crazy Lady und Schneider with the Kick.

### Musical-Karriere
1987 wandelte sich ihre Laufbahn. Der Intendant des Theaters des Westens in Berlin, Helmut Baumann, besetzte sie als Sally Bowles im Musical Cabaret. An der Seite von Hildegard Knef als Fräulein Schneider, Wolfgang Reichmann als Conférencier und Utz Richter als Herr Schultz wurde die Inszenierung zu einer der herausragenden in der jüngeren Geschichte des Hauses, und für Helen Schneider begann die Zeit als Musicaldarstellerin. Nach Schauspielunterricht, mehreren Jahren am Theater und Musicalerfolgen u. a. mit Sunset Boulevard (1995–1998) von Andrew Lloyd Webber als Norma Desmond singt sie heute überwiegend Chansons und Lieder des Komponisten Kurt Weill. 1996 sang sie für Eberhard Schoener auf dessen erster Short Operas-CD (Palazzo dell’amore) ein Duett mit Andrea Bocelli (La luna sale e cala). Daraus entwickelte sich 1998 eine Zusammenarbeit für den Abschiedssong zur ZDF-Krimiserie Derrick, die Schoener seinerzeit musikalisch maßgeblich betreute. In den Jahren 1999 bis 2001 spielte sie die Eva Perón im Musical Evita bei den Bad Hersfelder Festspielen.

### Seit 2000

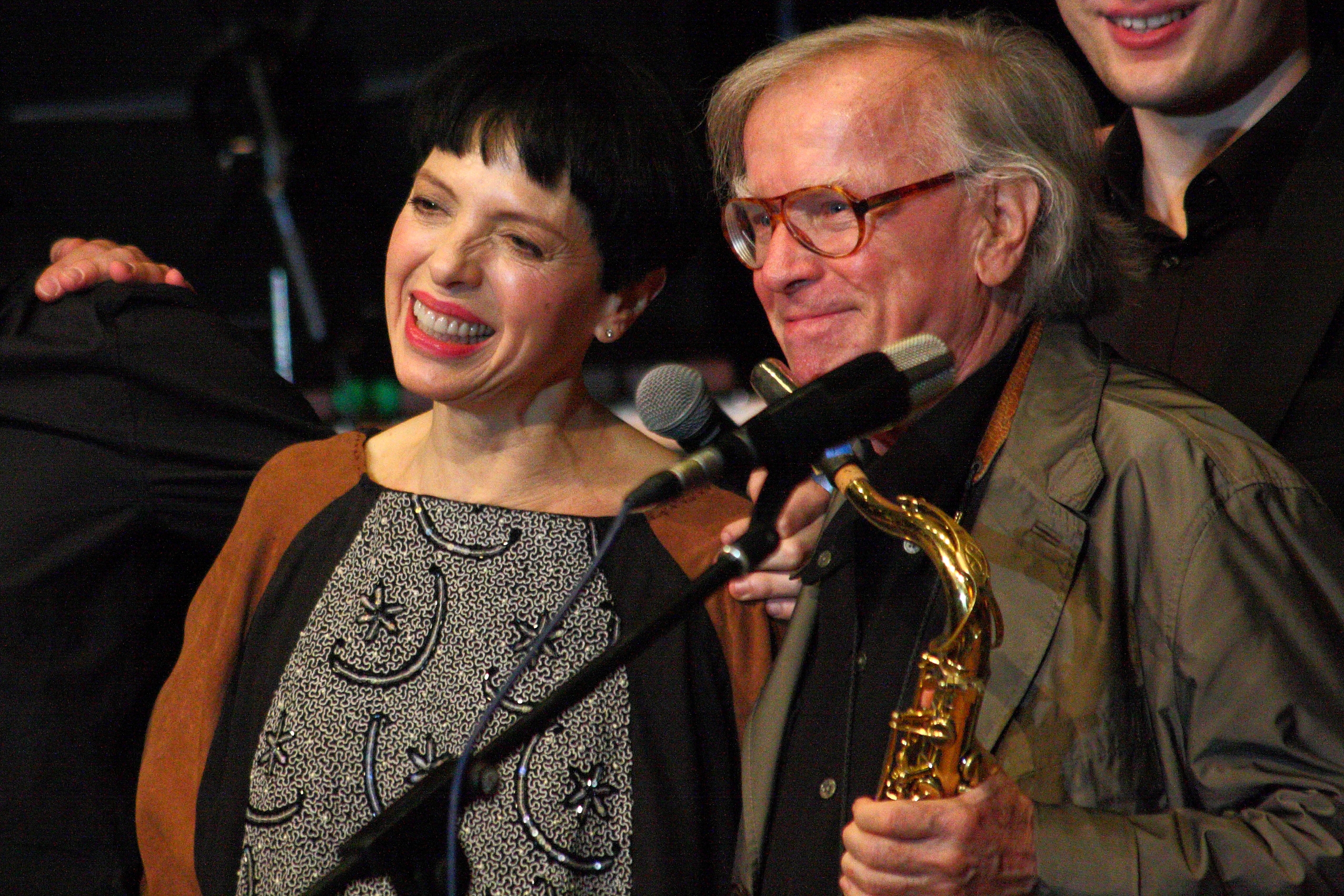
Helen Schneider zusammen mit Klaus Doldinger, 2013

Nach A Walk on the Weill Side mit Liedern von Kurt Weill und Stephen Sondheim, mit dem sie seit 1989 häufiger auftrat, war Helen Schneider zwischen 2003 und 2005 mit ihrer zweiten One-Woman-Show mit Klavierbegleitung, A Voice and a Piano, die eine Art Querschnitt ihres bisherigen musikalischen Lebens bietet, auch im deutschsprachigen Raum auf Tournee. 2005 und 2006 gab sie in Deutschland einige Konzerte mit dem Bandprojekt M’Jobi (bestehend aus Mini Schulz am Bass, Jo Ambros an der Gitarre und Meinhard „Obi“ Jenne am Schlagzeug). Mit ihrem 2007 veröffentlichten Album Like a Woman, das vorwiegend Interpretationen populärer amerikanischer Songwriter enthält, knüpfte sie wieder an ihr musikalisches Schaffen der 1970er Jahre an. Im Oktober 2008 erschien ihr neuestes, u. a. von Till Brönner produziertes Album Dream a Little Dream, das Jazz-Interpretationen von Klassikern des Great American Songbook enthält.
2007 trat sie gemeinsam mit ihrer langjährigen Freundin Linda Uruburu, die bereits während ihrer Zeit als Rock-Sängerin Managementtätigkeiten für sie erledigte und teilweise am Synthesizer in ihrer Band mitspielte, erstmals als Autorin von Kinderbüchern in Erscheinung.
Seit August 2010 stand sie im Berliner Renaissance-Theater gemeinsam mit Gunter Gabriel in dem Musical Hello, I’m Johnny Cash als Johnny Cashs Ehefrau June Carter auf der Bühne.
Bei den Bad Hersfelder Festspielen 2011 war sie erneut in der Rolle der Norma Desmond in Andrew Lloyd Webbers Musical Sunset Boulevard zu sehen, Helmut Baumann hatte in dieser Inszenierung die Rolle des Max von Meyerling übernommen. Ende 2011 begann eine Tournee mit dem Stück, die bis ins Frühjahr 2012 hinein lief. Am 28. Januar 2012 feierte sie mit dem Theaterstück Verwandlungen im Theater Rampe in Stuttgart Premiere. Das Stück behandelt Gedichte von Anne Sexton, welche auf den Märchen der Brüder Grimm basieren.
Ab September 2012 stand sie in den Hamburger Kammerspielen mit dem Stück Der Ghetto-Swinger auf der Bühne, nach dem Leben von Coco Schumann, der bei der Premiere Ehrengast war. Seit Anfang 2014 spielte sie im Altonaer Theater die Mrs. Robinson in Die Reifeprüfung. 2015 spielte sie in Cabaret den Conférencier bei den Bad Hersfelder Festspielen. 2017 nahm sie am ersten Festival Lieder auf Banz, der Nachfolgeveranstaltung der Songs an einem Sommerabend, teil.
Nach mehreren erfolgreichen Master Classes an der Stage School Hamburg unterrichtet sie seit Januar 2018 Liedinterpretation und ist Teil des Dozenten-Teams in der Abteilung Schauspiel.

## Persönliches
Helen Schneider lebte über 40 Jahre mit dem inzwischen verstorbenen George Nassar zusammen, der auch als ihr Manager tätig war. Seit 1989 wohnten sie in den Bergen von Connecticut, dann zogen sie nach Europa, in die französische Provence. Schneider wohnte ab 2007 in Berlin und lebt seit 2018 in Hamburg.
Ihr Großvater arbeitete als Violinist in Odessa, bevor er aufgrund der russischen Revolution 1919 in die USA auswanderte. Dessen Vater wiederum war Getreidehändler in Frankfurt. Die Vorfahren der mütterlichen Linie waren bereits Anfang des 18. Jahrhunderts von Russland in die USA ausgewandert.

## Auszeichnungen
- 1981: Bronzener Bravo Otto
- 1999: Großer Hersfeld-Preis für Evita
- 2006: DIVA-Award in der Kategorie World Award (Hall of Fame)
- 2011: Großer Hersfeld-Preis für Sunset Boulevard

## Bücher
- Helen Schneiders Tiergeschichten für große und kleine Kinder. Helen Schneider & Linda Uruburu, Lilli Messina (Illustr.), Klaus Weimann (Übers.), Baumhaus Medien, 2007
- Maximilian Schnecks wunderbarer Regentag. Helen Schneider & Linda Uruburu, Lilli Messina (Illustr.), Klaus Weimann (Übers.), Baumhaus Medien, 2007

## Diskografie

### Alben
| Jahr | Titel                   | Höchstplatzierung, Gesamtwochen, AuszeichnungChartplatzierungen (Jahr, Titel, Platzierungen, Wochen, Auszeichnungen, Anmerkungen) | Höchstplatzierung, Gesamtwochen, AuszeichnungChartplatzierungen (Jahr, Titel, Platzierungen, Wochen, Auszeichnungen, Anmerkungen) | Höchstplatzierung, Gesamtwochen, AuszeichnungChartplatzierungen (Jahr, Titel, Platzierungen, Wochen, Auszeichnungen, Anmerkungen) | Anmerkungen  |
| Jahr | Titel                   | DE | AT | CH | Anmerkungen  |
| ---- | ----------------------- | --- | --- | --- | ------------ |
| 1981 | Schneider with the Kick | DE10 Gold · (53 Wo.)DE | — | — | mit The Kick |
| 1982 | Exposed                 | DE24 (18 Wo.)DE | — | — | mit The Kick |
| 1983 | Breakout                | DE25 (10 Wo.)DE | — | — | mit The Kick |
| 1988 | Back on Track           | DE28 (10 Wo.)DE | — | — |              |

grau schraffiert: keine Chartdaten aus diesem Jahr verfügbar
Weitere Alben
- 1977: So Close
- 1978: Let It Be Now
- 1979: Ein Mädchen aus New York – Live in Hamburg
- 1980: Crazy Lady
- 1989: A Walk on the Weill Side
- 1991: Vagabond
- 1995: Songs of Kurt Weill
- 1995: Right as the Rain
- 1995: Short Operas
- 1996: Sunset Boulevard
- 1999: Romantic Nights
- 2001: A Voice and a Piano
- 2001: Cool Heat
- 2001: Short Operas 2
- 2007: Like a Woman
- 2008: Dream a Little Dream (DE: Gold (German Jazz Award))[11]
- 2010: The World We Knew - The Bert Kaempfert Album (mit der SWR Big Band)
- 2015: Collective Memory
- 2017: Movin’ On

### Kompilationen
- 1981: Starparade
- 1981: Mr. Valentino – Ihre Großen Erfolge
- 1982: Rock’n’Roll Gypsy
- 1982: The Best Of
- 1984: Helen Schneider
- 1984: The Best of Helen Schneider
- 2009: Working Girl: The Very Best of Helen Schneider

### EPs
- 1983: Smuggled Out a-Live (mit The Kick)

### Singles
| Jahr | Titel Album         | Höchstplatzierung, Gesamtwochen, AuszeichnungChartplatzierungen (Jahr, Titel, Album, Platzierungen, Wochen, Auszeichnungen, Anmerkungen) | Höchstplatzierung, Gesamtwochen, AuszeichnungChartplatzierungen (Jahr, Titel, Album, Platzierungen, Wochen, Auszeichnungen, Anmerkungen) | Höchstplatzierung, Gesamtwochen, AuszeichnungChartplatzierungen (Jahr, Titel, Album, Platzierungen, Wochen, Auszeichnungen, Anmerkungen) | Anmerkungen                          |
| Jahr | Titel Album         | DE | AT | CH | Anmerkungen                          |
| ---- | ------------------- | --- | --- | --- | ------------------------------------ |
| 1981 | Rock’n’Roll Gypsy – | DE6 (26 Wo.)DE | — | CH1 (8 Wo.)CH | Erstveröffentlichung: August 1981    |
| 1982 | Angry Times –       | DE26 (12 Wo.)DE | — | — | Erstveröffentlichung: Februar 1982   |
| 1982 | Hot Summer Nites –  | DE36 (15 Wo.)DE | — | — | Erstveröffentlichung: Mai 1982       |
| 1982 | Piece of My Heart – | DE73 (1 Wo.)DE | — | — | Erstveröffentlichung: September 1982 |

Weitere Singles
- 1977: Until Now
- 1978: The Valentino Tango
- 1978: Loneliness
- 1980: Stay Awhile
- 1980: Jimmy (Cindy I Don’t)
- 1981: Shadows of the Night
- 1983: Price of Love (mit The Kick)
- 1983: White Turning Black (mit The Kick)
- 1983: Weekend (mit The Kick)
- 1984: Breakout (Glass Cage) (mit The Kick)
- 1988: Working Girl
- 1988: It Doesn’t Matter
- 1988: Soul of the Man
- 1991: Runaway Train
- 1995: Ein gutes Jahr (The Perfect Year)
- 1996: Nur ein Blick
- 1998: Hey Mr. Gentleman
- 2008: Dream a Little Dream

### Musical-Produktionen
- 1996: Sunset Boulevard (deutsche Originalaufnahme)
- 2005: Victor/Victoria (Bremer Theater)

## Filmografie

### Kinofilme
- 1983: Eddie and the Cruisers
- 2020: Into the Beat[16]

### Fernsehen
- 1979: Helen Schneider – Ein Mädchen aus New York, ZDF-Dokumentation von Benton Klaus Lombard und Michael Martin, Sendung vom 19.01.1979 ZDF[17]
- 1990: Mauritius-Los
- 1994–2000: Der Havelkaiser (Fernsehserie, 11 Folgen)
- 2000: Siska – Das letzte Konzert (Fernsehserie)
- 2009: Liebe macht sexy
- 2009: Tatort: Borowski und die Sterne (Fernsehreihe)
- 2010: Das Duo – Mordbier (Fernsehreihe)
- 2021: Ku’damm 63 (Fernsehfilm, 3 Folgen)
- 2024: Tatort: Stille Nacht
- 2025: Tatort: Solange du atmest

## Musical- und Theater-Produktionen
- 1987–1988: Cabaret, Berlin (Theater des Westens)
- 1988: Ghetto, New York City (Circle in the Square Theater)
- 1992–1993: Frida: The Story of Frida Kahlo, Boston & New York City (Brooklyn Academy of Music); Wien (Schauspielhaus), 2000; Recklinghausen (Sommer-Festival), 2002
- 1993–1994: Anything Goes, Berlin (Theater des Westens)
- 1995–1998: Sunset Boulevard, Niedernhausen (Rhein-Main-Theater)
- 1999–2001: Evita, Bad Hersfelder Festspiele
- 2000: Mahagonny Songspiel, Wien (Schauspielhaus)
- 2000: Die Sieben Todsünden, Wien (Schauspielhaus); Dessau (Kurt-Weill-Festival), 2005
- 2001: Transformations Ver.0.1 (nach Gedichten von Anne Sexton), Wien (Schauspielhaus); Linz, 2002
- 2005: Victor/Victoria, Bremen (Bremer Theater)
- 2010: Hello, I’m Johnny Cash, Berlin (Renaissance-Theater)
- 2011: Sunset Boulevard, Bad Hersfelder Festspiele
- 2012: Der Ghetto Swinger, Hamburg (Hamburger Kammerspiele und Harburger Theater)
- 2012: Verwandlungen (nach Gedichten von Anne Sexton), Stuttgart (Theater Rampe)
- 2015: Cabaret, Bad Hersfelder Festspiele
- 2016: DIVEN, Hamburg (Hamburger Kammerspiele)
- 2024: Elisabeth, Wien (Open Air Schloss Schönbrunn) (Erzherzogin Sophie)

## Varia
- Den Song Rock ’n’ Roll Outlaw der australischen Band Rose Tattoo aus dem Jahr 1978 veröffentlichte Helen Schneider 1981 in Deutschland auf dem Album Schneider With The Kick als Cover-Version Rock ’n’ Roll Gypsy und war damit sehr erfolgreich.